# Lee Sung-man

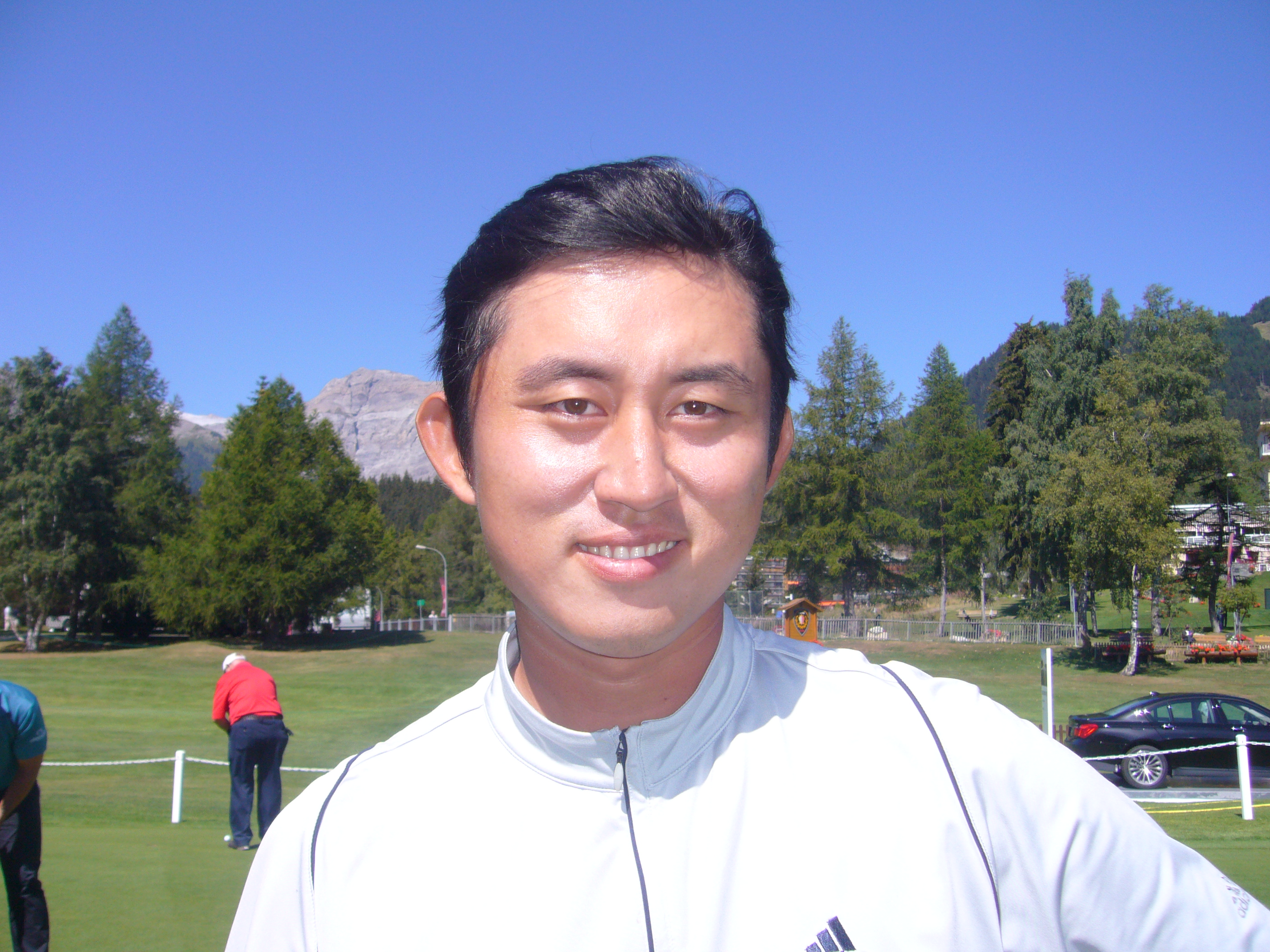
Lee Sung-man bij de European Masters 2009.

Lee Sung-man (16 januari 1980) is een Zuid-Koreaanse professioneel golfer.
In 2004 stond hij op de Palmbaan van de Saujana Golf & Country Club aan de leiding van het Carlsberg Maleisië Open, samen met Thaworn Wiratchant, nadat zware regen de ronde had onderbroken. Beiden hadden een score van 137 (−7). Paul McGinley had 138. Twee rondes later stonden ze nog steeds gelijk, maar op de 7e plaats. Thongchai Jaidee won met −14. Het Maleisië Open bestaat al sinds 1962, en wordt altijd op dezelfde baan gespeeld.
Lee woont in Cleveland, Ohio. Hij is doof geboren. Volgens hem kan hij zich hierdoor beter concentreren. Toch liet hij november 2010 zijn rechteroor opereren. Drie weken later speelde hij de Black Mountain Masters. Toen hij na de 2e ronde met een score van −8 binnenkwam, hoorde hij voor het eerst in zijn leven applaus. Volgens Lee heeft hij met zijn gehoor nu meer gevoel bij het chippen.

## Gewonnen
- 2007: Bangkok Airways Open